# Cieneguillo Sur Alto La Loma
Cieneguillo Sur Alto La Loma es un caserío peruano ubicado en el distrito de Sullana, perteneciente a la provincia homónima del departamento de Piura, al norte del Perú. 

## Ubicación
Cieneguillo Sur Alto La Loma se ubica al oeste de la provincia de Sullana, en el distrito homónimo, en el departamento de Piura. 

## Demografía
En 2017 Cieneguillo Sur Alto La Loma tenía una población de 639 habitantes.